# Polyommatus eroides
Polyommatus eroides är en fjärilsart som beskrevs av Frivaldsky 1835. Polyommatus eroides ingår i släktet Polyommatus och familjen juvelvingar. Inga underarter finns listade i Catalogue of Life.